# Rameau du nœud atrio-ventriculaire de l'artère coronaire droite
La rameau du nœud atrio-ventriculaire de l'artère coronaire droite est une branche de l'artère coronaire droite.

## Origine
L'origine de la branche nodale auriculo-ventriculaire présente des variations significatives.
Il nait de de l'artère coronaire droite
- comme une branche postéro-latérale de sa partie proximale (77 % des cas)[2],
- comme une branche postéro-latérale de sa partie distale (2 % des cas)[2],
- comme une branche non postéro-latérale de sa partie distale (10 % des cas).

Il peut naitre de l'artère interventriculaire postérieure (7% des cas) ou du rameau circonflexe de l'artère coronaire gauche (4% des cas).

## Zone de vascularisation
La branche nodale auriculo-ventriculaire vascularise le nœud atrioventriculaire.
Dans 2% des cas, la vascularisation du nœud atrioventriculaire est assurée par les deux artères coronaires droite et gauche.